# 胎児危険度分類
胎児危険度分類（英語: Pregnancy category）は、医薬品による胎児傷害の危険性に対する見積もりであり、妊婦が用いた場合を想定している。つまり、人乳中へ移行した薬剤に対する危険性を扱うものではないし、医薬品に伴う全ての危険性を扱うものでもない。類似する分類として授乳危険度分類という指針がある。
日本における公的な胎児危険度分類は存在しない。このため、国内の実地診療ではアメリカ食品医薬品局 (FDA) による分類や、オーストラリアの分類などを参考に判断されることが多い。添付文書における文言の僅かな差異は、胎児に対する危険度を含意する内容になっているが、統一的な危険性の階層化が成されていない。虎の門病院は独自の基準を公表している。

## アメリカ合衆国における基準
1979年、アメリカ食品医薬品局 (FDA)は、医薬品の胎児に対するリスク分類を導入した。これはスウェーデンで、その1年前に導入された分類基準を基礎にしている。
FDAの胎児危険度分類基準は以下のようになっている。（理解の助けになるよう、英語の成文を併記するので参照されたし。）
| カテゴリーA | 適切な、かつ対照のある研究で、妊娠第一期 (first trimester) の胎児に対するリスクがあることが証明されておらず、かつそれ以降についてもリスクの証拠が無いもの。 |
| カテゴリーA | Adequate and well-controlled studies have failed to demonstrate a risk to the fetus in the first trimester of pregnancy (and there is no evidence of risk in later trimesters). |
| カテゴリーB | 動物実験では胎児に対するリスクが確認されていないが、妊婦に対する適切な、対照のある研究が存在しないもの。または、動物実験で有害な作用が確認されているが、妊婦による対照のある研究では、リスクの存在が確認されていないもの。 |
| カテゴリーB | Animal reproduction studies have failed to demonstrate a risk to the fetus and there are no adequate and well-controlled studies in pregnant women OR Animal studies have shown an adverse effect, but adequate and well-controlled studies in pregnant women have failed to demonstrate a risk to the fetus in any trimester. |
| カテゴリーC | 動物実験では胎児への有害作用が証明されていて、適切で対照のある妊婦への研究が存在しないもの。しかし、その薬物の潜在的な利益によって、潜在的なリスクがあるにもかかわらず妊婦への使用が正当化されることがありうる。 |
| カテゴリーC | Animal reproduction studies have shown an adverse effect on the fetus and there are no adequate and well-controlled studies in humans, but potential benefits may warrant use of the drug in pregnant women despite potential risks.                                                                                           |
| カテゴリーD | 使用・市販後の調査、あるいは人間を用いた研究によってヒト胎児のリスクを示唆する明らかなエビデンスがあるが、潜在的な利益によって、潜在的なリスクがあるにもかかわらず妊婦への使用が正当化されることがありうる。 |
| カテゴリーD | There is positive evidence of human fetal risk based on adverse reaction data from investigational or marketing experience or studies in humans, but potential benefits may warrant use of the drug in pregnant women despite potential risks.                                                                                 |
| カテゴリーX | 動物・人間による研究で明らかに胎児奇形を発生させる、かつ/または使用・市販による副作用の明らかなエビデンスがあり、いかなる場合でもその潜在的なリスクは、その薬物の妊婦に対する利用に伴う、潜在的な利益よりも大きい。（事実上の禁忌である）                                                                                      |
| カテゴリーX | Studies in animals or humans have demonstrated fetal abnormalities and/or there is positive evidence of human fetal risk based on adverse reaction data from investigational or marketing experience, and the risks involved in use of the drug in pregnant women clearly outweigh potential benefits.                         |
| カテゴリーN | 未分類 |
| カテゴリーN | |

FDA分類の欠点の一つは、カテゴリーAとして定義される薬物に対して、非現実的な量の、しかも質の高いデータを要求している点である。その結果、他の国でカテゴリーAに分類される多くの薬剤がFDA分類ではカテゴリーCに含まれている。

### 新規PLLR規則
2014年12月3日、アメリカ食品医薬品局(FDA)は妊娠および授乳に関する添付文書への記載規則(Pregnancy and Lactation Labeling (Drugs) Final Rule (PLLR))を公表した。この規則では従来 8.1 Pregnancy に記載されていた胎児危険度分類(Pregnancy Category)は削除されるとしている。この規則は2015年6月30日より施行され、これ以降に提出される処方薬およびbiological製品の添付文書はPLLRの新形式に従う必要がある。なお2001年6月30日以降に承認された処方薬およびbiological製品については徐々に変更を行うとしている。なお、一般用医薬品（OTC医薬品）については本規則は適用外である。

## オーストラリアにおける基準
オーストラリアはわずかに異なる分類を採用している。注意するべきなのは、カテゴリーBが細分されていることである。この分類はオーストラリア薬物評価委員会 (ADEC) の先天異常小委員会によって作られた。
| カテゴリーA  | 多くの妊婦と妊娠可能年齢の女性によって服用されており、それによって先天奇形の発症率の上昇や、間接・直接の胎児に対する有害作用が確認されていない薬剤 |
| カテゴリーB1 | 制限された人数だけの妊婦や妊娠可能年齢の女性によって服用されており、それによって先天奇形の発症率の上昇や、そのほかの直接・間接の有害作用が確認されていない薬物。動物実験では胎児傷害の増加を示すエビデンスが認められない。                                                                                 |
| カテゴリーB2 | 制限された人数だけの妊婦や妊娠可能年齢の女性によって服用されており、それによって先天奇形の発症率の上昇や、そのほかの直接・間接の有害作用が確認されていない薬物。動物実験による研究結果は不適切なものしかないか、あるいは存在しないが、利用できる資料によれば胎児傷害の増加を示すエビデンスが認められない。 |
| カテゴリーB3 | 制限された人数だけの妊婦や妊娠可能年齢の女性によって服用されており、それによって先天奇形の発症率の上昇や、そのほかの直接・間接の有害作用が確認されていない薬物。動物実験では胎児傷害の増加が確認されているが、臨床的なその重要性は不明確である。                                                           |
| カテゴリーC  | 医薬品としての作用によって、胎児や新生児に可逆的な傷害を与えるか、与える可能性がある薬物。奇形を発生させることは無い。 |
| カテゴリーD  | 胎児の先天奇形の頻度を増加させ、回復不能の傷害を与える、又は、その可能性が示唆されている薬物。（可逆的な）薬理学的副作用も伴っているかもしれない。 |
| カテゴリーX  | 胎児に恒久的な傷害を与える高いリスクがあり、妊婦および妊娠の可能性を伴う女性に投与してはならない薬剤。（事実上の禁忌である） |

カテゴリーBの亜分類は、危険性と投与による利益を考える上でのより多くの情報を供給しているが、それ自体として情報の信頼性の問題を伴っている。つまり、この亜分類は人間の情報を欠いているケースでは、動物実験のみに基礎を置く情報になるからである。さらに言うならば、カテゴリーBへの位置づけが、必ずしもカテゴリーCよりも安全であるとは言えないことに注意するべきである。
注意が必要であるが、カテゴリーDは妊婦への絶対禁忌ではない。必要に迫られ、注意して処方されることが有り得る。

## 日本における基準
日本では、上述のように明確な分類はなされていない。添付文書やインタビューフォームには、
- 妊娠中の投与に関する安全性は確立していないので、妊婦又は妊娠している可能性のある婦人には、治療上の有益性が危険性を上回ると判断される場合にのみ投与すること。
- 授乳中の婦人には投与しないことが望ましいが、やむを得ず投与する場合には、授乳を避けさせること。

といった表現がほとんどとなっている。
国立成育医療研究センターの「妊娠と薬情報センター」が、厚生労働省の事業として平成17年（2005年）に設置され、相談・情報収集を実施している。問診票などの必要書類を郵送後、電話、全国46カ所の拠点病院にある「妊娠とくすり外来」への相談、主治医のもとでの相談が可能となっている。地域の病院や薬剤師会などでも相談は受け付けている。
「妊娠と薬情報センター」では、「授乳中に安全に使用できると思われる薬」「授乳中の治療に適さないと判断される薬」がリスト化されている。また、虎の門病院では毎週木曜日午後「妊娠と薬」外来を開設し、妊娠前、妊娠中、授乳中に内服している薬が胎児や赤ちゃんに対して及ぼす影響について医師が説明している。

## 代表的な薬物のカテゴリー例
この記載は執筆時点の情報であり必ずしも最新の情報では無い可能性がある。新しい資料を参照することが望ましい。

前述のとおり日本には胎児危険度分類が無いので、類似する情報として授乳中の情報を併記した。
| 種類         | 一般名                       | 製品名                           | アメリカ合衆国 | オーストラリア | 日本（授乳中）※ |
| ------------ | ---------------------------- | -------------------------------- | -------------- | -------------- | --------------- |
| 解熱鎮痛剤   | アセトアミノフェン           | カロナール、アンヒバ             | B              | A              | 安全            |
| 抗結核薬     | リファンピシン               | リファジン                       | C              | C              | 安全            |
| 抗生物質     | アモキシシリン               | アモリン、パセトシン、サワシリン | B              | A              | 安全            |
| 抗生物質     | アモキシシリン・クラブラン酸 | オーグメンチン                   | B              | B1             | 記載なし        |
| 抗生物質     | クラリスロマイシン           | クラリス、クラリシッド           | C              | B3             | 安全            |
| 抗生物質     | ミノサイクリン               | ミノマイシン、ミノペン           | D              | D              | 記載なし        |
| 抗生物質     | ドキシサイクリン             | ビブラマイシン                   | D              | D              | 安全            |
| 抗てんかん薬 | フェニトイン                 | アレビアチン                     | D              | D              | 記載なし        |
| 抗てんかん薬 | バルプロ酸ナトリウム         | デパケン、セレニカ               | X              | D              | 記載なし        |
| にきび治療剤 | イソトレチノイン             | アキュテイン、ロアキュテイン     | X              | X              | 記載なし        |
| その他       | サリドマイド                 | サレドカプセル                   | X              | X              | 記載なし        |
| その他       | ジアゼパム                   | セルシン、ホリゾン               | D              | C              | 記載なし        |
| その他       | テオフィリン                 | テオドール、テオロング           | C              | A              | 安全            |

※, 妊娠と薬情報センターの「授乳中に安全に使用できると思われる薬」に記載があるものを「安全」と表記した。なお、「授乳中の治療に適さないと判断される薬」はアミオダロン、コカイン、ヨウ化ナトリウム（123I）、ヨウ化ナトリウム（131I）のみが記載されている。